# Красносёлка (Лугинский район)
Красносёлка (укр. Красносілка) — село на Украине, основано в 1914 году, находится в Лугинском районе Житомирской области.
Код КОАТУУ — 1822887607. Население по переписи 2001 года составляет 22 человека. Почтовый индекс — 11313. Телефонный код — 4164. Занимает площадь 0,31 км².

## Адрес местного совета
11313, Житомирская область, Лугинский р-н, с.Червоная Волока, ул.Шевченко, 56а